# Führungsstab des Heeres
Der Führungsstab des Heeres (Fü H) war eine Abteilung im Bundesministerium der Verteidigung und einer der fünf Führungsstäbe im militärischen Leitungsbereich der Bundeswehr. Der Führungsstab des Heeres war somit zugleich eine ministerielle Abteilung und die oberste truppendienstliche Kommandobehörde des Heeres. Zum 1. Oktober 2012 wurden die nicht-ministeriellen Aufgaben dem Kommando Heer übertragen, das seitdem als rein militärische oberste Kommandobehörde des Heeres alle nachgeordneten Truppenteile des Heeres führt.

## Leitung
Dem Führungsstab stand der Inspekteur des Heeres vor. Der Inspekteur des Heeres im Rang eines Generalleutnants leitete den Führungsstab und war in dieser Funktion bis rund ein Jahr vor Auflösung des Führungsstabs dem Bundesminister der Verteidigung unterstellt, später bis zur Auflösung dem Generalinspekteur der Bundeswehr. Der Stellvertreter des Inspekteurs bekleidete ebenfalls den Rang eines Generalleutnants. Der Generalinspekteur der Bundeswehr und der ihm untergeordnete Führungsstab der Streitkräfte war dem Führungsstab des Heeres zunächst nur in Fragen der Entwicklung und Realisierung der Gesamtkonzeption der Bundeswehr weisungsbefugt. Der Stab bestand zuletzt aus ca. 180 Soldaten und zivilen Mitarbeitern.

## Aufgaben
Der Führungsstab war die oberste truppendienstliche Kommandobehörde der Teilstreitkraft Heer. Der Stab sicherte die Einsatzbereitschaft des Heeres in materieller und personeller Hinsicht. Außerdem waren dem Stab unmittelbar die zwei Säulen des Heeres, das Heeresführungskommando und das Heeresamt, truppendienstlich unterstellt. Außerdem unterstützte der Stab den Inspekteur des Heeres und den Bundesminister der Verteidigung bei ihren ministerieller Aufgaben.

## Aufbau
Der Führungsstab war zuletzt in drei Stabsabteilungen und 15 Referate gegliedert. Die Stabsabteilungen wurden von einem Brigadegeneral (Besoldungsgruppe B6) und die Referate von einem Oberst (in der Regel ein Offizier im Generalstabsdienst der Besoldungsgruppe B 3) geführt. Außerdem unterstanden dem Stab die Referate für Personalangelegenheiten (Fü H/Pers) und für zentrale Aufgaben (Fü H/Z).
- Stabsabteilung Fü H I (Personal, Ausbildung, Organisation), zuletzt unter Brigadegeneral Ernst-Peter Horn
  - Referat Personelle Grundsatzangelegenheiten; Personalstruktur; Innere Führung
  - Referat Personalplanung, -haushalt, -lage; Reservistenangelegenheiten
  - Referat Ausbildung und Erziehung
  - Referat Grundsatzangelegenheiten Organisation; Stationierung
  - Referat Gliederung der Truppenteile und Dienststellen; Stärke- und Ausrüstungsnachweis(STAN); Einzelangelegenheiten Organisation

- Stabsabteilung Fü H II (Planung, Rüstung und Nutzung, Logistik), zuletzt unter Brigadegeneral Harry Richter
  - Referat Bundeswehrplanung; Planungsgrundsätze und Verfahren
  - Referat Beiträge zum Haushalt und zur Finanzplanung; Bewirtschafter
  - Referat Grundsätze Einsatzunterstützung und Materialwirtschaft Heer; Multinationale Logistik
  - Referat Grundsätze Ausrüstung; der Bevollmächtigte für die Integrierte Arbeitsgruppen Fähigkeitsanalyse; Internationale Rüstungszusammenarbeit
  - Referat Grundsätze Nutzung; Materielle Einsatzbereitschaft Heer

- Stabsabteilung Fü H III (Führung, Konzeption, Einsatzgrundsätze), zuletzt unter Brigadegeneral Andreas Berg
  - Referat Grundsatzangelegenheiten Truppenführung und Übungen Heer; Multinationale Zusammenarbeit Heer
  - Referat Konzeption und Fähigkeitsanalyse
  - Referat Heeresentwicklung und Studienarbeit
  - Referat Einsatzaufgaben Heer; Hilfeleistungen Heer; Alarmierung und Mobilmachung Heer
  - Referat Grundsatzangelegenheiten der Führungsunterstützung im Heer

## Verbandsabzeichen
Das schwarz/golden gekordelte Verbandsabzeichen, das nur von den militärischen Mitarbeitern des Stabes am Ärmel des Dienstanzugs getragen wurde, zeigte das Bundeswappen mit Bundesadler als Hoheitszeichen der Bundesrepublik Deutschland auf den Farben der Flagge Deutschlands. Die gold-schwarze Kordel wies auf die Stellung als eine Kommandobehörde oberhalb der Divisionen hin. Das Verbandsabzeichen wurde vom militärischen Personal aller Stäbe der Teilstreitkräfte und des Führungsstabs der Bundeswehr im Bundesministerium für Verteidigung getragen.

## Stellvertretender Inspekteur des Heeres
Dem Inspekteur des Heeres unterstanden im Führungsstab des Heeres sein Stellvertreter (Generalleutnant) und der Chef des Stabes (Generalmajor).
| Stellvertretender Inspekteur des Heeres und bis 1971 in Personalunion Chef des Stabes | Stellvertretender Inspekteur des Heeres und bis 1971 in Personalunion Chef des Stabes | Stellvertretender Inspekteur des Heeres und bis 1971 in Personalunion Chef des Stabes | Stellvertretender Inspekteur des Heeres und bis 1971 in Personalunion Chef des Stabes |
| Nr.                                                                                   | Name                                                                                  | Beginn der Berufung                                                                   | Ende der Berufung                                                                     |
| ------------------------------------------------------------------------------------- | ------------------------------------------------------------------------------------- | ------------------------------------------------------------------------------------- | ------------------------------------------------------------------------------------- |
| 26                                                                                    | Generalleutnant Reinhard Kammerer                                                     | 11. September 2012                                                                    | bis zur Außerdienststellung                                                           |
| 25                                                                                    | Generalleutnant Bruno Kasdorf                                                         | 16. September 2010                                                                    | 11. September 2012                                                                    |
| 24                                                                                    | Generalleutnant Günter Weiler                                                         | 1. März 2006                                                                          | 16. September 2010                                                                    |
| 23                                                                                    | Generalleutnant Jürgen Ruwe                                                           | 1. März 2005                                                                          | Januar 2006                                                                           |
| 22                                                                                    | Generalleutnant Manfred Dietrich                                                      | 2001                                                                                  | 1. März 2005                                                                          |
| 21                                                                                    | Generalleutnant Gert Gudera                                                           | 1. Oktober 2000                                                                       | 28. März 2001                                                                         |
| 20                                                                                    | Generalleutnant Edgar Trost                                                           | 1997                                                                                  | 2000                                                                                  |
| 19                                                                                    | Generalleutnant Winfried Weick                                                        | 1. April 1994                                                                         | 1997                                                                                  |
| 18                                                                                    | Generalleutnant Hartmut Bagger                                                        | 1. April 1992                                                                         | 31. März 1994                                                                         |
| 17                                                                                    | Generalleutnant Harald Schulz                                                         | 1. April 1988                                                                         | 31. März 1992                                                                         |
| 16                                                                                    | Generalleutnant Wolfgang Malecha                                                      | 1. April 1986                                                                         | 31. März 1988                                                                         |
| 15                                                                                    | Generalleutnant Heinz Kasch                                                           | 1. April 1983                                                                         | 31. März 1986                                                                         |
| 14                                                                                    | Generalleutnant Eberhard Burandt                                                      | 1. Oktober 1979                                                                       | 31. März 1983                                                                         |
| 13                                                                                    | Generalleutnant Rudolf Reichenberger                                                  | 1. Januar 1977                                                                        | 30. September 1979                                                                    |
| 12                                                                                    | Generalleutnant Rüdiger von Reichert                                                  | 1. Oktober 1974                                                                       | 15. Dezember 1976                                                                     |
| 11                                                                                    | Generalleutnant Siegfried Schulz                                                      | 1. Oktober 1971                                                                       | 30. September 1974                                                                    |
| 10                                                                                    | Generalleutnant Ernst Ferber                                                          | Januar 1970                                                                           | 30. September 1971                                                                    |
| 09                                                                                    | Generalmajor Hellmut Grashey                                                          | November 1968                                                                         | 31. Dezember 1969                                                                     |
| 08                                                                                    | Generalmajor Karl Schnell                                                             | 1. Oktober 1968                                                                       | November 1968                                                                         |
| 07                                                                                    | Generalmajor Hubert Sonneck                                                           | 8. September 1966                                                                     | 30. September 1968                                                                    |
| 06                                                                                    | Generalmajor Josef Moll                                                               | 1. Januar 1965                                                                        | 24. August 1966                                                                       |
| 05                                                                                    | Generalmajor Karl Wilhelm Thilo                                                       | 1. Oktober 1961                                                                       | 31. Dezember 1964                                                                     |
| 04                                                                                    | Generalmajor Leo Hepp                                                                 | Oktober 1960                                                                          | 30. September 1961                                                                    |
| 03                                                                                    | Generalmajor Joachim Schwatlo-Gesterding                                              | 1958                                                                                  | September 1960                                                                        |
| 02                                                                                    | Brigadegeneral Hellmuth Laegeler                                                      | 1957                                                                                  | 1958                                                                                  |
| 01                                                                                    | Brigadegeneral Peter von der Groeben                                                  | 1957                                                                                  | 1957                                                                                  |

## Chef des Stabes
| Chef des Stabes | Chef des Stabes                           | Chef des Stabes     | Chef des Stabes    |
| Nr.             | Name                                      | Beginn der Berufung | Ende der Berufung  |
| --------------- | ----------------------------------------- | ------------------- | ------------------ |
| 18              | Generalmajor Volker Halbauer              | 24. März 2010       | September 2012     |
| 17              | Generalmajor Werner Freers                | 1. Oktober 2007     | 24. März 2010      |
| 16              | Generalmajor Volker Wieker                | 3. März 2004        | 1. Oktober 2007    |
| 15              | Generalmajor Hans-Otto Budde              | 1. September 2002   | 3. März 2004       |
| 14              | Generalmajor Rolf Bernd                   | Dezember 1999       | 2002               |
| 13              | Generalmajor Norbert van Heyst            | 1997                | Dezember 1999      |
| 12              | Generalmajor Karsten Oltmanns             | 1. April 1994       | 1997               |
| 11              | Generalmajor Winfried Weick               | 1. Oktober 1991     | 31. März 1994      |
| 10              | Generalmajor Hannsjörn Boës               | 1. April 1990       | 30. September 1991 |
| 09              | Generalmajor Ernst Klaffus                | 1. Oktober 1987     | 31. März 1990      |
| 08              | Generalmajor Hartmut Behrendt             | 1. April 1985       | 30. September 1987 |
| 07              | Generalmajor Harald Schulz                | 1. Juli 1983        | 31. März 1985      |
| 06              | Generalmajor Gerhard Deckert              | 1. April 1981       | 30. Juni 1983      |
| 05              | Generalmajor Hans-Joachim Mack            | 1. Oktober 1979     | 31. März 1981      |
| 04              | Generalmajor Eberhard Burandt             | 1. April 1978       | 30. September 1979 |
| 03              | Generalmajor Paul-Georg Kleffel           | 1. Oktober 1976     | 31. März 1978      |
| 02              | Generalmajor Alexander Frevert-Niedermein | 1. April 1974       | 30. September 1976 |
| 01              | Generalmajor Hans-Georg Biedermann        | 1. April 1971       | 31. März 1974      |